# 5082 Nihonsyoki
Az 5082 Nihonsyoki (ideiglenes jelöléssel 1977 DN4) a Naprendszer kisbolygóövében található aszteroida. Hiroki Kosai,  Kiichiro Hurukawa fedezte fel 1977. február 18-án.